# Charles Henry Ross
Pour les articles homonymes, voir Ross.
Charles Henry Ross, appelé couramment Charles H. Ross (né en 1835 et mort le 12 octobre 1897 à Londres) est un homme de lettres, caricaturiste, auteur de bande dessinée et directeur éditorial britannique. Il a créé en 1867 le personnage d'Ally Sloper, immensément populaire dans l'Angleterre victorienne. Très prolifique et doté d'un certain talent, c'est l'un des « littérateurs mineurs » de l'Angleterre victorienne.
Écrivain prolifique de feuilletons populaires (les penny dreadfuls) au début des années 1860, il publie à la fin de cette même décennie quelques romans tout en devenant directeur éditorial du magazine humoristique Judy, poste qu'il occupe jusqu'en 1887. À partir de 1872, il supervise également la collection de livres édités par Judy, puis à partir de 1884 la revue populaire à un penny Ally Sloper Half Holiday. Il cesse toute collaboration avec Dalziel en 1887.
Parallèlement à cette carrière littéraire, Ross est très actif dans le théâtre. Au cours des années 1870, alors qu'il vit avec l'actrice et dessinatrice Marie Duval, une dizaine de ses créations théâtrales sont jouées dans les théâtres londoniens et il dirige plusieurs théâtres, y consacrant tout l'argent gagné grâce à ses écrits. En retrait après son départ de Judy, Ross meurt relativement oublié.

## Biographie

### Une famille d'artistes

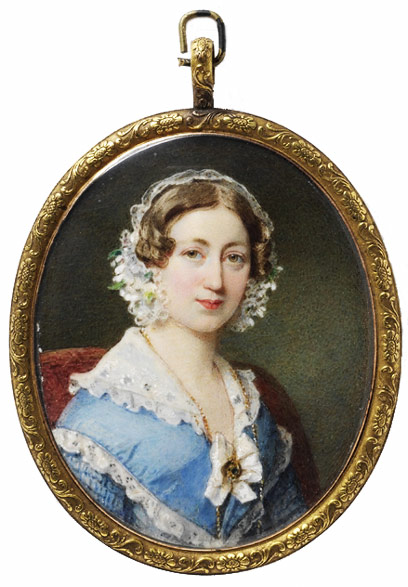
Magdalena, tante de Charles Henry Ross, peinte par son frère William Charles à la fin des années 1830.

Charles Henry Ross naît en 1835 dans une famille d'artiste. Ses grands-parents paternels William Ross (1765-1950) et Maria Smith (1766-1836), d'origine écossaise, sont tous deux miniaturistes. Leurs enfants William Charles (1794-1860, membre de la Royal Academy et anobli en 1842 par la reine Victoria), Hugh (1800-1873), Magdalena (1802-1874) et Janet (qui épouse l'oncle de Charles Dickens Edward Barrow) suivent cette voie, contrairement à leurs sœurs Thomasina (1795-1875), traductrice et journaliste, et Georgina (1803-1881?) et à leur frère Charles (1801-1881?), le père de Charles Henry Ross, journaliste parlementaire au Times de 1820 à la fin de sa carrière, qui fréquenta Dickens dans ce cadre. Les Ross étaient des familiers du célèbres dessinateur Isaac Cruikshank, ami d'enfance de William Senior. Le nom de sa mère est inconnu ; John Adcock fait l'hypothèse qu'elle s'appelait Anne et était née en 1808.

### Fonctionnaire et acteur de la presse populaire
Sur les pas de son père, Charles Henry Ross entre à la fin des années 1850 à la chronique parlementaire, avant de devenir en 1860 comptable à la Royal Navy. Disposant alors de beaucoup de temps libre, il écrit avec l'aide d'Ernest Warren (un de ses collègues) et Phillip Richards de nombreux textes pour United Kingdom Press, un éditeur de feuilleton populaire à bas coûts (les Penny dreadfuls), qui parfois se vendent bien, ce qui lui assure d'appréciables compléments de revenu. 
Leur troisième création, Charlie Wag, qui met en scène un enfant mendiant, est publiée au long de 72 numéros du 19 novembre 1860 à mai 1862, sous le pseudonyme commun de George Savage. Dès le 16 décembre, un mélodrame inspiré par le feuilleton est joué au Britannia Theater. L'équipe de Ross et ses collaborateurs se met alors à publier de très nombreuses histoires sous divers pseudonymes tout au long de la décennie 1860, parmi lesquels The Felon's Daughter (1862), Ruth the Betrayer (1862), Fanny White (1863), The Buccaneers (1865), A White Face and a Black Mask (1866), The Clock-Chamber (1867), etc. Ross publie également quelques histoires sous son propre nom, comme The Dream of Fate (1861) ou In Search of a Wife (1862) dans Reynold's Miscellany. En 1865, il publie sous le nom « Boswell Butt » The Great Mister Gun. His Shameful Frauds and Heartless Impostures, an Eccentric Biography, dont le héros est un prototype d'Ally Sloper. L'ouvrage est d'ailleurs republié avec quelques modifications en 1881 sous le titre The Ups and Downs of Ally Sloper, Some Humiliating Confessions.
Le 1er mai 1867, Charles Henry Ross participe au lancement de Judy, magazine humoristique lancé par M. Bourne pour concurrence Punch. Dans le numéro du 14 août est publiée une page de Ross mettant en scène un vagabond, Ally Sloper, et son antagoniste juif, Ikey Moses. Mais après cinq apparitions, le personnage disparaît, le public lui préférant McNab of that Ilk de James Brown.

### Ross homme de lettres et de théâtre
Bien qu'il gagne 310£ par an à son poste de fonctionnaire et environ 120£ par ses écrits, il est endetté à hauteur de 1008£ début 1868 et doit se déclarer en faillite personnelle. Il s'en sort grâce au succès de son premier roman « sérieux », The Pretty Widow, publié en deux volumes 1868 et traduit dans la foulée en allemand et français. L'année suivante, il publie en trois volumes A London Romance, puis A Private Inquiry en 1870 et Lovely Angelina en 1874. Ces romans semblent connaître moins de succès.
En 1869, à la suite de mesures d'économie, la Marine n'a plus besoin de Ross. Il en part et devient rédacteur en chef de Judy en octobre 1869, ce qui lui permet de relancer Ally Sloper dès décembre. Bien que les historiens pensent qu'ils ont rapidement laissé la série à l'actrice Marie Duval, qui la signe seule dès février 1870, sa part de travail sur la série dans la décennie reste peu connue. 
C'est que sa pièce Clam, qui allait être lancée lors du lundi de Pâques (16 avril) au Surrey Theatre, l'occupait énormément. Celle-ci reprend la trame du feuilleton The White Hand, publié quatre ans plus tôt. Avec Agnes Burdett et Augustus Glover en tête d'affiche, et Duval sur un petit rôle, Clam et est un succès public et critique, ce qui conduit le directeur du théâtre A. C. Shelley à réclamer la moitié du copyright de l'œuvre, sous prétexte prétexte qu'il en aurait réécrit al plus grande partie, ce que Ross dénie. À la suite de la dispute, la pièce est retirée de l'affiche et Shelley revend le théâtre. Cependant, Clam est reprise le 10 juillet au Grecian Theatre, avec autant de succès, avant de partir en tournée en septembre en Angleterre. Le 11 juin 1871, la Westminster Bail Court statue en faveur de Ross, considérant que Shelley n'avait pu apporter de preuves suffisantes de son co-auctorariat. 
À l'automne 1870, Ross prend la direction du Charing-Cross Theatre, où il fait jouer une nouvelle pièce, Realism. En février suivant, il lance au Surrey, dont il était également devenu le manager, toujours sous le nom de Smith, Ruth, or a Poor Girl's Life in London, où Duval joue un rôle secondaire. Il fait également jouer les drames Silence au Holburn Theatre à partir du 6 mai 1871 et Lantern Light à l'Elephant and Castle à partir du 15 février 1873, la comédie The Desperate Adventures of the Baby; or, The Wandering Heir au Strand Theatre le 14 décembre 1878 et l'opérette The Prisoners At The Bar à l'Alexandra Theatre de Liverpool à partir du 17 juin 1878.

### La collaboration avec Dalziel
À la suite du rachat de Judy par Gilbert Dalziel en 1872, Ross travaille à développer le magazine et dès cette année-ci, les meilleures pages du magazine en petits livres à un shilling dont certains se vendent à plus de 100 000 exemplaires. Entre 1872 et 1874, il est possible que Ross et Duval se soient mariés, bien qu'aucune trace ne subsiste de cet acte. En 1875 naît le fils de Charles, appelé Charles Jr., mais il n'est pas certain que Duval soit sa mère.
Il écrit pour les Bow Bells de John Dicks Hush Money, The Doom of the Dancing Master et Misery Joy, et dirige certains numéros de Noël. Il a également été suggéré qu'il avait écrit pour la London Romance Company penny dreadfuls Wild Will ou The Pirates of the Thames et Red Ralph ou The Daughter of Night sous le pseudonyme Percival Wolfe et Hounslow Heath and its Moonlight Riders sous celui de Julian St. George.
En 1883, Ross revend à Dalziel ses droits sur Ally Sloper. Il continue cependant à collaborer activement à Judy et ses livres jusqu'à l'été 1887. 
Durant toutes ces années, Ross gagne beaucoup d'argent dans cette collaboration. Il l'investit cependant en permanence à perte dans des productions théâtrales au succès limité.

### Dernières années
En 1887, Ross lance C. H. Ross's Variety Paper mais le succès n'est pas au rendez-vous et la publication s'arrête après 34 numéros. Marie Duval meurt en 1890. L'année suivante, Ross vit toujours avec son fils à Clapham. En 1893, il collabore avec Frank Wyatt sur The Earth Girl, a Weird Legend, qualifié d'« hugoesque » par Punch. Le 12 octobre 1897, il meurt dans sa maison de Wandsworth Road des suites d'une « longue et douloureuse maladie ».

## Style
Ross appréciait beaucoup la littérature populaire, comme les ouvrages de George W. M. Reynolds, écrivain anglais le plus vendeur du milieu du XIXe siècle. Ses romans sont également très influencés par Dickens. Charley Wag dont le héros est un enfant mendiant, thème récurrent dans les penny dreadfuls, se caractérise par un langage et des situations crus, un style direct où l'auteur alpague fréquemment le lecteur, un syntaxe et un vocabulaire simples. Mais plus que ses talents littéraires, ce sont ses talents d'humoriste et de parodiste qui sont soulignés, par exemple par les frères Dalziel qui voient dans Rattletrap Thymes and Tootletum Tales un des livres les plus drôles de l'époque.
Son style graphique, simple et enlevé bien que cohérent et rationnel, est très influencé par les illustrateurs de Dickens, au premier rang desquels Phiz, avec lequel il collabora dans Judy. Ses bandes dessinées d’Ally Sloper observent généralement un gaufrier régulier de trois cases sur trois disposées sous un titre richement illustré. Le point de vue reste le même au long des histoires, et chaque case possède généralement des décors relativement fouillés. Selon David Kunzle, Ross utilise ces procédés pour atténuer la maladresse de son style.

## Œuvres publiées

### Penny Dreadfuls
Sous pseudonyme, en collaboration avec Ernest Warren et Phillip Richards
- The Woman with the Yellow Hair, 25 numéros, United Kingdom Press 15 juillet 1860-mars 1861.
- The Serpent on the Hearth, 27 numéros, United Kingdom Press 16 juillet 1860-avril 1861.
- George Savage, Charley Wag, the New Jack Sheppard (illustration de Robert Prowse), 72 numéros, United Kingdom Press 19 novembre 1860-mai 1862.
- Edward Ellis, Ruth the Betrayer or The Female Spy, John Dicks, ? numéros, 8 février 1862-?.
- G. W. Armitage, The Felon's Daughter's or Pamela's Peril, dans The Halfpenny Gazette, 15 mars 1862.
- The Author of Daughter of Midnight, The Daughter of Midnight or Mysteries of London Life,
- The Author of Ruth the Betrayer or The Female Spy, Fanny White and her Friend Jack Rawlings, Londres : George Vickers, 2 août 1863-?.
- Edward Ellis, The Buccaneers or The Hidden Treasure, dans Reynold's Miscellany n°877, 1er avril 1865.
- The Author of The Buccaneers, The King’s Highway. A Romance of The Road 100 Years Ago, dans Reynold's Miscellany, 14 octobre 1865.
- The Author of The Buccaneers, A White Face and a Black Mask, dans Reynold's Miscellany n°941, 23 juin 1866.
- The Author of The Kings Highway, A London Mystery , dans Reynold's Miscellany n°962, 17 novembre 1866.
- The Author of 'A London Mystery ,' The Clock-Chamber, dans Reynold's Miscellany n°998, 18 mai 1867.

Sous son propre nom
- The Dream of Fate, dans Reynold's Miscellany n°707, 28 décembre 1861.
- In Search of a Wife. A Tale of the Day, dans Reynold's Miscellany n°710, 25 janvier 1862.
- Hush Money: a Life Drama in Four Acts, dans Boys Bell, 1871.
- The Doom of the Dancing Master, dans Boys Bell, 187?.
- Misery Joy, dans Boys Bell, 187?.
- Runaway Jack or The Fool of the Family, dans Boy's Herald, 1877?.

### Romans
- Boswell Butt, The Great Mister Gun; his shameful frauds and heartless impostures, an eccentric biography, Londres : Ward, Lock & Tyler, 1865.
- The Surprising Adventures of a Clumsy Boy Crusoe, 1867.
- The Pretty Widow, Leipzig : Bernhard Tauchnitz, 1868.
- A London Romance, Leipzig : Bernhard Tauchnitz, deux volumes, 1869.
- A Private Inquiry, 1870.
- Lovely Angelina, 1874.
- avec Frank Wyatt, The Earth Girll, a Weird Legend, 1893.

### Humour
- Rose Mortimer or the Ballet-Girls Revenge being the Romance and Reality of a Pretty Actress’s Life behind the Scenes and before the Curtain, by a Comedian of the TR Drury Lan, 25 numéros, The London Romance Co, 1865.
- The Book of Cats. A Chit-Chat Chronicle, Londres : Griffith and Farran, 1868. Illustré par l'auteur.
- Judy's High Jinks, Londres : Judy, 1873.
- Avec d'autres auteurs de Judy, All the way: Judy's book for anywhere and all times,  [s. l.,] 1877.
- Avec d'autres auteurs de Judy, Yoicks! Heads and Tales, Tips and Turns Over, Londres : Judy, 1878.
- Our Lady Queen: events, public and domestic (1819-1886), briefly chronicled, [s. l.,] 1886.
- Girls & boys, young, less-so, middle-aged, old, and ibsenitish ; studies, gay, grey, and grim, [s. l. :] W. J. Sinkins, 1891. Recueil de caricatures et de textes humoristiques.

### Périodiques
- Judy :
  - Textes et dessins, 1867-1887
  - Direction, 1869-1883
- C. H. Ross's Variety Paper, 37 numéros, 1887.

### Théâtre
Sont indiqués le titre, la date de première représentation, le type de pièce et le lieu de la première représentation.
- Clam, 16 avril 1870 (drame, Surrey Theatre)
- The Sleeping Beauty, 26 décembre 1870 (pantomime, Covent-Garden)
- Realisme (Charing-Cross Theatre, collaboration sous le nom E. T. Smith)
- Ruth, or a Poor Girl's Life in London (drame, Surrey Theatre, collaboration sous le nom E. T. Smith)
- Silence, 6 mai 1871 (drame, Holburn Theatre)
- A Rose in the Mire, avril 1872 (Covent-Garden)
- Lantern Light, 15 février 1873 (drame, Elephant and Castle, en collaboration)
- The Desperate Adventures of the Baby; or, The Wandering Heir, 14 décembre 1878 (comédie,  Strand Theatre, en collaboration)
- The Prisoners At The Bar, 17 juin 1878 (opérette, Alexandra Theatre de Liverpool)

### Ally Sloper
Recueil de dessins, de bandes dessinées ou livres illustrés réalisés avec sa compagne Mary Duval. La part respective de travail de chacun est inconnue. Tous ces ouvrages sont édités à Londres par Judy.
- Some playful episodes in the career of Ally Sloper: late of Fleet Street, Timbuctoo, Wagga Wagga, Millbank, and elsewhere; with casual references to Iky Mo, [1873].
- Some playful episodes in the career of Ally Sloper with casual references to Iky Mo., 1873.
- Ally Sloper's book of beauty, with literary embellishments, 1877.
- Ally Sloper's Guide to the Paris exhibition, with personal experiences of a painful nature related by A. Sloper himself., [1878?].
- The Eastern question tackled and satisfactorily disposed of by Ally Sloper, 1878.
- The Contra-Dictionary of London. Ally Sloper's Sentimenal Journey through London in search of Aldgate Pump., 1880.
- The ups and downs of Ally Sloper, some humiliating confessions, [1881?].
- Ally Sloper's comic crackers., 1883.